# 分離通航方式
分離通航方式（ぶんりつうこうほうしき）とは、航路指定の一般通則によって定義されている航路指定の方法の一つである。国際法上は「海上における衝突の予防のための国際規則に関する条約」の第10規則に規程されており、国内法では海上衝突予防法第10条に規程されている。
船舶交通の輻輳する水域における船舶交通の流れを整理する目的で、分離帯・分離線・通航路等により真向かいまたはほとんど真向かいに行き会う船舶の通航を分離する方式である。

## 最初の適用
分離通行方式の最初の適用は1970年初頭のドーバー海峡であった。